# Sappaphis ranunculi
Sappaphis ranunculi är en insektsart. Sappaphis ranunculi ingår i släktet Sappaphis och familjen långrörsbladlöss. Inga underarter finns listade i Catalogue of Life.